# Theodrada
Theodrada (født 785 – 9. januar 844/853) var en datter af Karl den Store (742-814) og hans tredje kone Fastrada. Fra 814 var Theodrada abbedisse af klosteret i Argenteuil.
| Biografi | Spire Denne biografi er en spire som bør udbygges. Du er velkommen til at hjælpe Wikipedia ved at udvide den. |